# Klára Koukalová
Klára Koukalová (født 24. februar 1982 i Prag) er en kvindelig tennisspiller fra Tjekkiet. Klára Koukalová startede sin karriere i 1998. 
6. marts 2006 opnåede Klára Koukalová sin højeste WTA single rangering på verdensranglisten som nummer 27. 